# 디아만티나사우루스

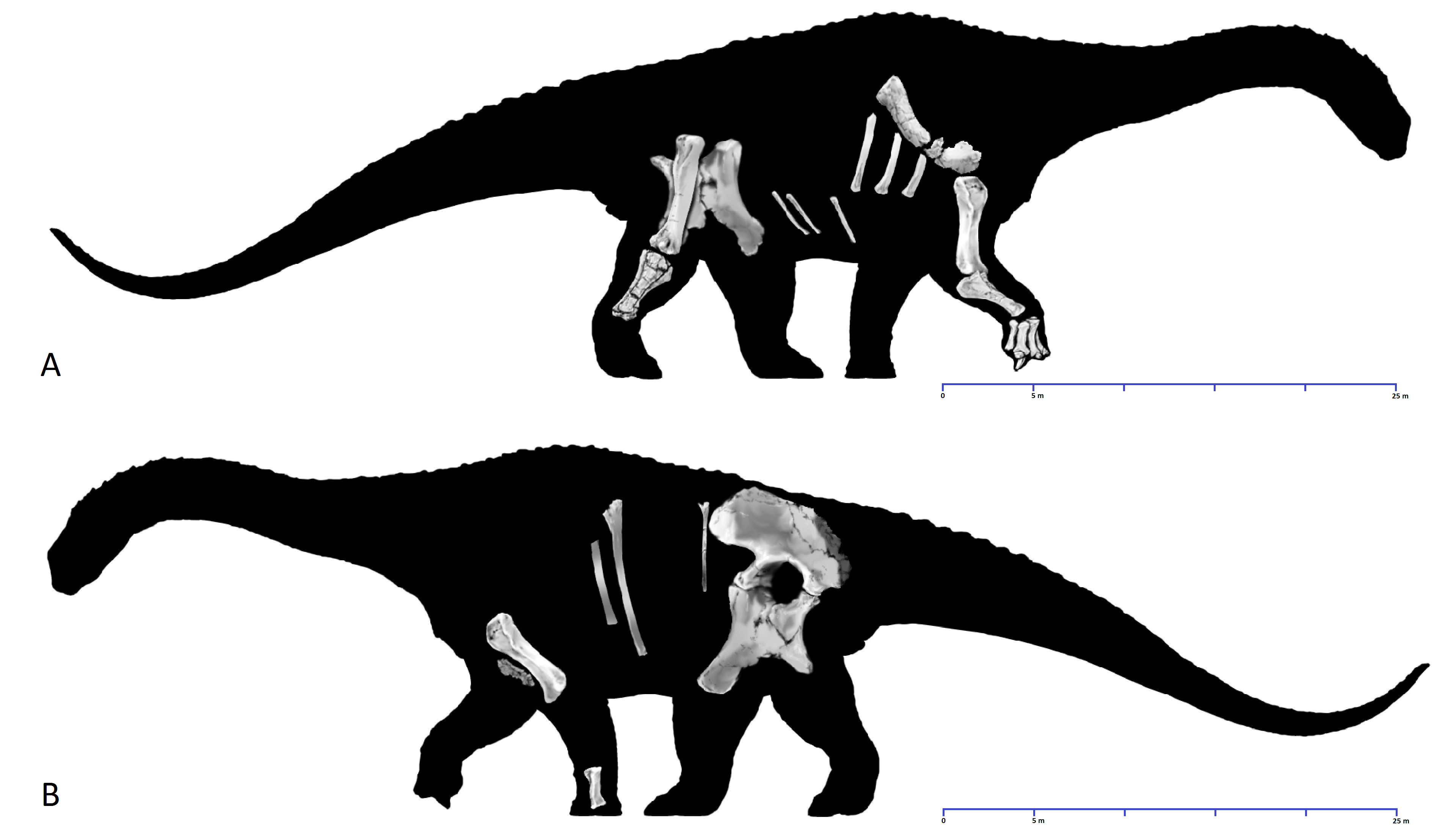

디아만티나사우루스(Diamantinasaurus)는 백악기 전기에 호주에서 살았던 용각류로서 티타노사우루스과에 속하는 공룡이다. 학명은 디아만티나의 도마뱀이고 티타노사우루스와 같이 무리생활을 했을걸로 추정하며 2009년에 처음으로 발견된 공룡으로서 사바나사우루스와 함께 호주에 살았던 용각류이다. 몸길이는 15~16M이며 무게는 15~22Ton으로 대형공룡에 속한다.

## 특징
디아만티나사우루스는 초식공룡으로 주로 나무에서 자라는 잎이나 침엽수를 즐겨 먹었다. 강의 주변에도 서식했던 공룡이며 다른 티타노사우루스과들처럼 무리생활을 하였다. 또한 크기가 무타부라사우루스보다 더욱 크기 때문에 다 자란 디아만티나사우루스는 육식공룡들이 사냥하기엔 매우 벅찬 상대였을것이다. 메가랍토라와 육식공룡인 아우스트랄로베나토르와 공존하였으며 아마 다 성장한 디아만티나사우루스는 아우스트랄로베나토르가 사냥하기엔 힘들고 어린 개체나 다 늙어 병든 디아만티나사우루스를 공격했을것이다.

## 발견의 의의
디아만티나사우루스가 발견됨으로써 호주에서 살았던 용각류에 대한 실마리를 알게되었고 호주에서 생존했던 공룡들에 대한 연구와 발굴에 박차를 가하게 되었다. 또한 후년인 2016년에 사바나사우루스의 발견에도 결정적인 실마리를 제공했던 공룡으로서 지금은 사바나사우루스와 함께 호주를 대표하는 용각류로 자리매김하게 되었다.